# Liste des membres du Conseil des États suisse (2019-2023)
Pour un article plus général, voir Liste des membres du Conseil des États suisse.
Cet article donne la liste des membres du Conseil des États pendant la 51e législature de l'Assemblée fédérale suisse (2019-2023). Ils sont en fonction du 2 décembre 2019 au 3 décembre 2023.
| Portrait | Conseiller aux États      | Canton                       | Parti | Parti | Groupe | Groupe | Date de naissance | Conseiller aux États depuis le | Profession ou titre                                     | Remarques                                                 |
| -------- | ------------------------- | ---------------------------- | ----- | ----- | ------ | ------ | ----------------- | ------------------------------ | ------------------------------------------------------- | --------------------------------------------------------- |
|          | Andrea Caroni             | Appenzell Rhodes-Extérieures | PLR   |       | PLR    |        | 19 avril 1980     | 30 novembre 2015               | Chargé de cours, avocat                                 |                                                           |
|          | Daniel Fässler            | Appenzell Rhodes-Intérieures | LC    |       | Centre |        | 22 août 1960      | 3 juin 2019                    | Avocat                                                  |                                                           |
|          | Thierry Burkart           | Argovie                      | PLR   |       | PLR    |        | 21 août 1975      | 2 décembre 2019                | Avocat                                                  |                                                           |
|          | Hansjörg Knecht           | Argovie                      | UDC   |       | UDC    |        | 24 mars 1960      | 2 décembre 2019                | Entrepreneur                                            |                                                           |
|          | Maya Graf                 | Bâle-Campagne                | PES   |       | PES    |        | 28 février 1962   | 2 décembre 2019                | Agricultrice                                            | Première Verte de Bâle-Campagne élue au Conseil des États |
|          | Eva Herzog                | Bâle-Ville                   | PS    |       | PS     |        | 25 décembre 1961  | 2 décembre 2019                |                                                         |                                                           |
|          | Werner Salzmann           | Berne                        | UDC   |       | UDC    |        | 5 novembre 1962   | 2 décembre 2019                | Ingénieur agronome HES, expert agricole                 |                                                           |
|          | Hans Stöckli              | Berne                        | PS    |       | PS     |        | 12 avril 1952     | 5 décembre 2011                | Avocat                                                  |                                                           |
|          | Isabelle Chassot          | Fribourg                     | LC    |       | Centre |        | 28 mars 1965      | 29 novembre 2021               | Avocate                                                 | Remplace Christian Levrat                                 |
|          | Johanna Gapany            | Fribourg                     | PLR   |       | PLR    |        | 25 juillet 1988   | 2 décembre 2019                | Cheffe de projet Hôpital Daler                          | Première Fribourgeoise élue au Conseil des États          |
|          | Lisa Mazzone              | Genève                       | PES   |       | PES    |        | 25 janvier 1988   | 2 décembre 2019                |                                                         |                                                           |
|          | Carlo Sommaruga           | Genève                       | PS    |       | PS     |        | 8 juillet 1959    | 2 décembre 2019                | Avocat                                                  |                                                           |
|          | Thomas Hefti              | Glaris                       | PLR   |       | PLR    |        | 30 octobre 1959   | 3 mars 2014                    | Docteur en droit                                        |                                                           |
|          | Mathias Zopfi             | Glaris                       | PES   |       | PES    |        | 14 décembre 1983  | 2 décembre 2019                | Avocat et notaire                                       | Premier Vert glaronais élu au Conseil des États           |
|          | Stefan Engler             | Grisons                      | LC    |       | Centre |        | 30 mai 1969       | 5 décembre 2011                | Juriste, licencié en droit                              |                                                           |
|          | Martin Schmid             | Grisons                      | PLR   |       | PLR    |        | 24 mai 1969       | 5 décembre 2011                | Juriste, docteur en droit                               |                                                           |
|          | Mathilde Crevoisier       | Jura                         | PS    |       | PS     |        | 5 janvier 1980    | 15 décembre 2022               | Traductrice                                             | Remplace Elisabeth Baume-Schneider                        |
|          | Charles Juillard          | Jura                         | LC    |       | Centre |        | 17 décembre 1962  | 2 décembre 2019                |                                                         |                                                           |
|          | Damian Müller             | Lucerne                      | PLR   |       | PLR    |        | 25 octobre 1984   | 30 novembre 2015               | Spécialiste en communication de groupe                  |                                                           |
|          | Andrea Gmür-Schönenberger | Lucerne                      | LC    |       | Centre |        | 17 juillet 1964   | 2 décembre 2019                | Directrice de la fondation Josi J. Meier                |                                                           |
|          | Philippe Bauer            | Neuchâtel                    | PLR   |       | PLR    |        | 9 avril 1962      | 2 décembre 2019                | Avocat                                                  |                                                           |
|          | Céline Vara               | Neuchâtel                    | PES   |       | PES    |        | 4 octobre 1984    | 2 décembre 2019                | Avocate                                                 | Première Verte élue au Conseil des États                  |
|          | Hans Wicki                | Nidwald                      | PLR   |       | PLR    |        | 18 février 1964   | 30 novembre 2015               |                                                         |                                                           |
|          | Erich Ettlin              | Obwald                       | LC    |       | Centre |        | 30 mai 1962       | 30 novembre 2015               | Comptable, diplôme fédéral d'expert comptable           |                                                           |
|          | Esther Friedli            | Saint-Gall                   | UDC   |       | UDC    |        | 4 juin 1977       | 30 mai 2023                    | Aubergiste                                              | Remplace Paul Rechsteiner                                 |
|          | Benedikt Würth            | Saint-Gall                   | LC    |       | Centre |        | 20 janvier 1968   | 3 juin 2019                    | Licencié en droit                                       |                                                           |
|          | Hannes Germann            | Schaffhouse                  | UDC   |       | UDC    |        | 1er juillet 1956  | 16 septembre 2002              | Diplômé en économie et en gestion d'entreprise          |                                                           |
|          | Thomas Minder             | Schaffhouse                  | -     |       | UDC    |        | 26 décembre 1960  | 5 décembre 2011                | Master of Business Administration                       |                                                           |
|          | Alex Kuprecht             | Schwytz                      | UDC   |       | UDC    |        | 22 décembre 1957  | 1er décembre 2003              | Diplôme fédéral de conseiller en assurances             |                                                           |
|          | Othmar Reichmuth          | Schwytz                      | LC    |       | Centre |        | 24 janvier 1964   | 2 décembre 2019                |                                                         |                                                           |
|          | Pirmin Bischof            | Soleure                      | LC    |       | Centre |        | 24 février 1959   | 12 décembre 2011               | Docteur en droit, Master of Laws                        |                                                           |
|          | Roberto Zanetti           | Soleure                      | PS    |       | PS     |        | 14 décembre 1954  | 1er mars 2010                  |                                                         |                                                           |
|          | Marco Chiesa              | Tessin                       | UDC   |       | UDC    |        | 10 octobre 1974   | 2 décembre 2019                | Licencié en sciences politiques                         |                                                           |
|          | Brigitte Häberli-Koller   | Thurgovie                    | LC    |       | Centre |        | 23 août 1958      | 5 décembre 2011                | Employée de commerce                                    |                                                           |
|          | Jakob Stark               | Thurgovie                    | UDC   |       | UDC    |        | 8 septembre 1958  | 2 décembre 2019                |                                                         |                                                           |
|          | Josef Dittli              | Uri                          | PLR   |       | PLR    |        | 11 avril 1957     | 30 novembre 2015               | Conseiller de fondation et d'administration indépendant |                                                           |
|          | Heidi Z'graggen           | Uri                          | LC    |       | Centre |        | 1er février 1966  | 2 décembre 2019                |                                                         |                                                           |
|          | Olivier Français          | Vaud                         | PLR   |       | PLR    |        | 1er octobre 1955  | 30 novembre 2015               | Ingénieur civil EPF                                     |                                                           |
|          | Adèle Thorens Goumaz      | Vaud                         | PES   |       | PES    |        | 15 décembre 1971  | 2 décembre 2019                | Consultante                                             |                                                           |
|          | Beat Rieder               | Valais                       | LC    |       | Centre |        | 12 février 1963   | 30 novembre 2015               | Licencié en droit                                       |                                                           |
|          | Marianne Maret            | Valais                       | LC    |       | Centre |        | 15 juin 1958      | 2 décembre 2019                | Employée de commerce                                    | Première Valaisanne élue au Conseil des États             |
|          | Peter Hegglin             | Zoug                         | LC    |       | Centre |        | 25 décembre 1960  | 30 novembre 2015               |                                                         |                                                           |
|          | Matthias Michel           | Zoug                         | PLR   |       | PLR    |        | 20 mars 1963      | 2 décembre 2019                | Avocat, notaire                                         |                                                           |
|          | Daniel Jositsch           | Zurich                       | PS    |       | PS     |        | 25 mars 1965      | 30 novembre 2015               | Professeur, docteur en droit                            |                                                           |
|          | Ruedi Noser               | Zurich                       | PLR   |       | PLR    |        | 14 avril 1961     | 8 décembre 2015                | Entrepreneur                                            |                                                           |

## Membres n'ayant pas terminé la législature
| Portrait | Conseiller aux États      | Canton     | Parti | Parti | Groupe | Groupe | Date de naissance | Conseiller aux États depuis le | jusqu'au         | Remarques                                                           | Remplaçant          |
| -------- | ------------------------- | ---------- | ----- | ----- | ------ | ------ | ----------------- | ------------------------------ | ---------------- | ------------------------------------------------------------------- | ------------------- |
|          | Christian Levrat          | Fribourg   | PS    |       | PS     |        | 7 juillet 1970    | 29 mai 2012                    | 1er octobre 2021 | Démissionne à la suite de son élection à la Poste                   | Isabelle Chassot    |
|          | Elisabeth Baume-Schneider | Jura       | PS    |       | PS     |        | 24 décembre 1963  | 2 décembre 2019                | 9 décembre 2022  | Démissionne à la suite de son élection au Conseil fédéral           | Mathilde Crevoisier |
|          | Marina Carobbio Guscetti  | Tessin     | PS    |       | PS     |        | 12 juin 1966      | 2 décembre 2019                | 6 avril 2023     | Démissionne à la suite de son élection au Conseil d'État tessinois. | NC                  |
|          | Paul Rechsteiner          | Saint-Gall | PS    |       | PS     |        | 26 août 1952      | 12 décembre 2011               | 16 décembre 2022 |                                                                     | Esther Friedli      |